# Orden de Héroe del Pueblo
La Orden de Héroe del Pueblo (serbocroata: Orden narodnog heroja, serbio cirílico: Oрден народног хероја; esloveno: Red narodnega heroja, macedonio: Oрден на народен херој) fue una condecoración (medalla) de Yugoslavia, la segunda condecoración militar más alta, y la tercera en general de Yugoslavia. Fue otorgada a personas, unidades militares, políticos y otras organizaciones que se distinguieron por hazañas extraordinarias durante la guerra y en tiempos de paz. Los destinatarios eran conocidos después como Héroes del Pueblo de Yugoslavia. La gran mayoría fue otorgada a los Partisanos yugoslavos por sus acciones durante la Segunda Guerra Mundial, pero también a colectivos como los Brigadistas yugoslavos que participaron en la guerra civil española y a varias ciudades que destacaron por su resistencia durante la invasión nazi. 
Un total de 1 322 medallas se otorgaron en Yugoslavia, y 22 fueron otorgadas a extranjeros. Durante la guerra de Kosovo fue otorgada a diferentes unidades militares de la República Federal de Yugoslavia. 

## Beneficiarios notables
Algunos de los beneficiarios más notables de la Orden fueron:
| - Božidar Adžija - Maks Baće Milić - Vlado Bagat - Vladimir Bakarić - Josip Broz Tito - Marija Bursać - Boško Buha - Anka Butorac - Krste Crvenkovski - Rudi Čajavec - Rodoljub Čolaković - Peko Dapčević - Nada Dimić - Robert Domani | - Petar Drapšin - Stjepan Filipović - Ivan Gošnjak - Petar Gračanin - Većeslav Holjevac - Blagoj Jankov Mučeto - Žikica Jovanović Španac - Edvard Kardelj - Boris Kidrič - Franjo Kluz - Lazar Koliševski - Rade Končar | - Sava Kovačević - Branko Krsmanović - Danilo Lekić - Nikola Ljubičić - Veselin Masleša - Ivan Milutinović - Miloš Minić - Kosta Nađ - Nada Naumović - Marko Orešković - Boško Palkovljević - Moša Pijade - Koča Popović - Ognjen Prica | - Aleksandar Ranković - Vladimir Rolović - Ivo Lola Ribar - Velimir Škorpik - Slavko Šlander - Mika Špiljak - Milan Tepić - Hristijan Todorovski Karpoš - Veljko Vlahović - Svetozar Vukmanović Tempo - Žarko Zrenjanin - Estreya Ovadya |

### Extranjeros beneficiarios de la Orden
| - Sergei Biriuzov - Ivan Bulkin - Andrey Vitruk - Pavel Dmitrienko - Vladimir Zhdanov | - Michał Żymierski - Pavel Yakimov - Boris Kalinkin - Semyon Kozak - Ivan Konstantinov | - Luigi Longo - Rodion Malinovsky - Alexander Managadze - Grigoriy Ohrimenko - Ludvík Svoboda | - Vladimir Sutetz - Fyodor Tolbukhin - Vasiliy Ulisko - Alexander Shornikov |

### Ciudades distinguidas con la Orden
| - Belgrado - Zagreb | - Liubliana - Novi Sad | - Prilep - Priština | - Drvar - Cetiña |